# Lekkoatletyka na Letnich Igrzyskach Olimpijskich 1956 – bieg na 800 m mężczyzn
Bieg na 800 metrów mężczyzn podczas XVI Letnich Igrzysk Olimpijskich w Melbourne rozegrano 23 (eliminacje), 24 (półfinały) i 26 listopada 1956 (finał) na stadionie Melbourne Cricket Ground. Zwycięzcą został reprezentant Stanów Zjednoczonych Tom Courtney, który na tych igrzyskach zwyciężył również w sztafecie 4 × 400 metrów. W finale ustanowił rekord olimpijski z czasem 1:47,7.

## Rekordy

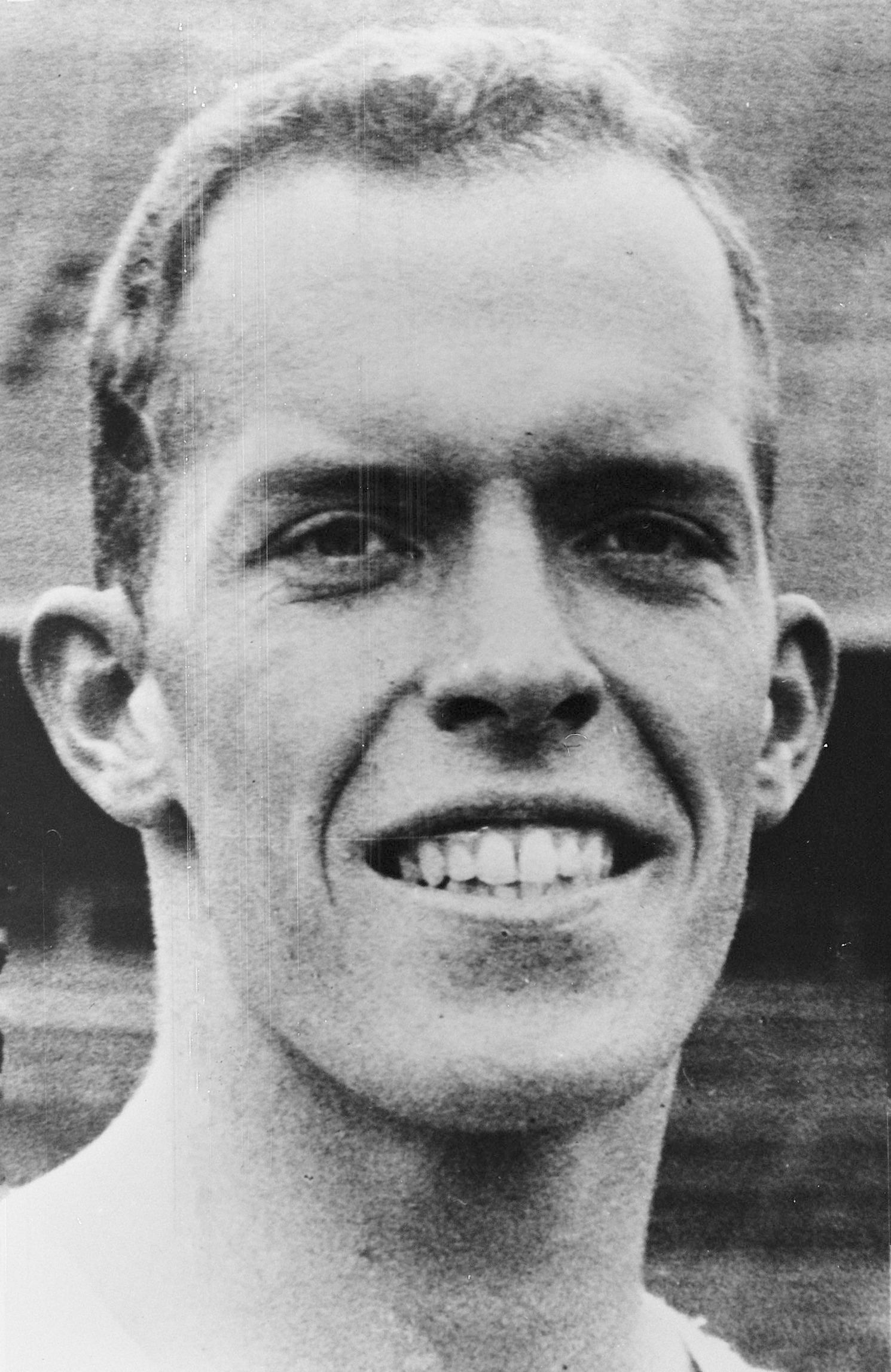
Tom Courtney

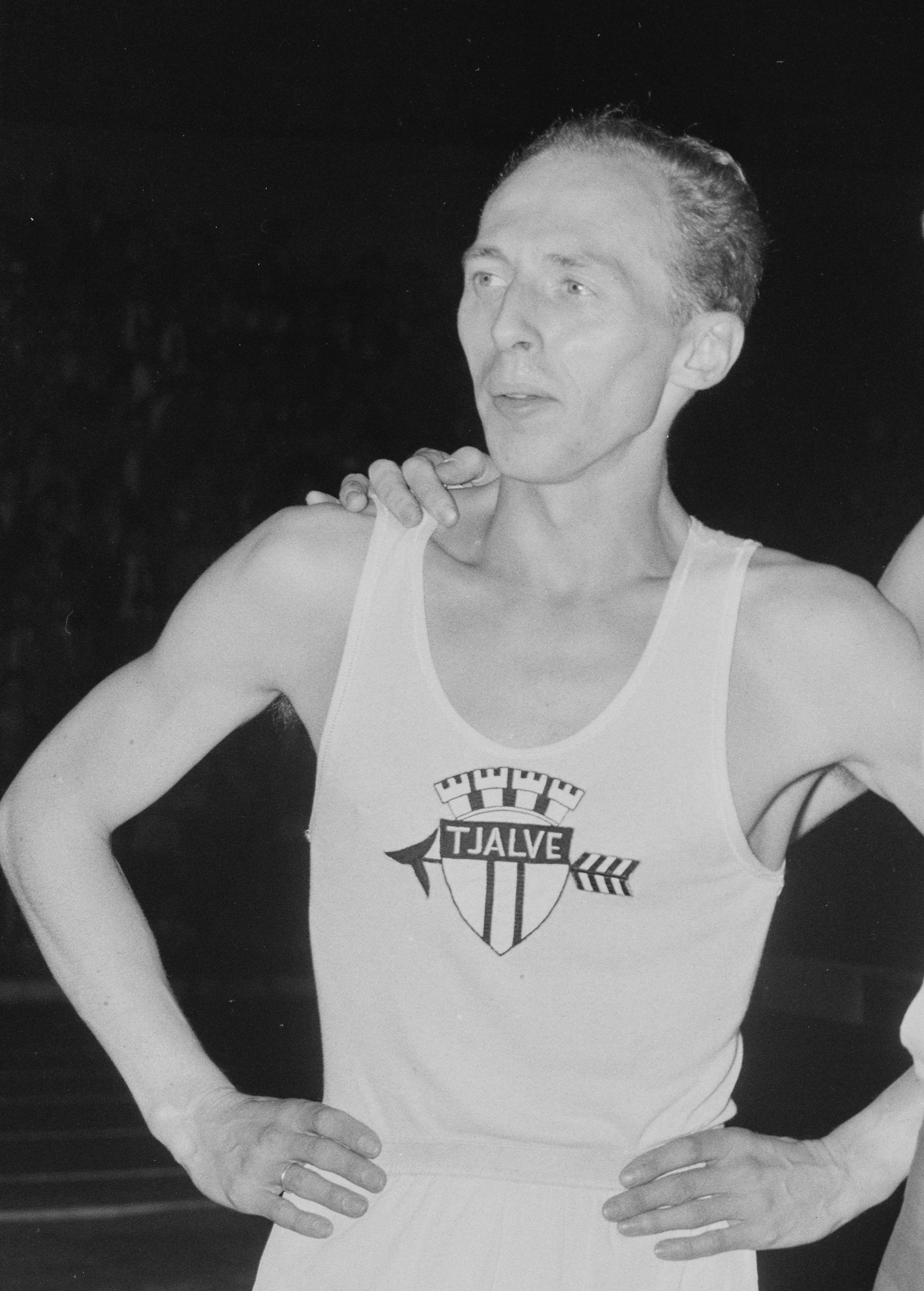
Audun Boysen

|                   | Zawodnik      | Narodowość        | Czas   | Data                 | Miejsce  |
| ----------------- | ------------- | ----------------- | ------ | -------------------- | -------- |
| Rekord świata     | Roger Moens   | Belgia            | 1:45,7 | 3 sierpnia 1955(dts) | Oslo     |
| Rekord olimpijski | Mal Whitfield | Stany Zjednoczone | 1:49,2 | 2 sierpnia 1948(dts) | Londyn   |
| Rekord olimpijski | Mal Whitfield | Stany Zjednoczone | 1:49,2 | 22 lipca 1952(dts)   | Helsinki |

## Wyniki
| Poz. - pozycja |
| – rekord świata \| – rekord krajowy \| – rekord życiowy \| = – wyrównany rekord życiowy \| · – najlepszy wynik w sezonie \| = – wyrównany najlepszy wynik w sezonie \| – rekord olimpijski |
| Fn – falstart \| DNF – nie ukończył \| DNS – nie wystartował \| DSQ – zdyskwalifikowany |

### Eliminacje
Rozegrano pięć biegów eliminacyjnych. Do półfinałów awansowało po trzech najlepszych zawodników z każdego biegu (Q).

#### Bieg 1
| Poz. | Zawodnik                 | Narodowość      | Rezultat | Uwagi |
| ---- | ------------------------ | --------------- | -------- | ----- |
| 1    | Audun Boysen             | Norwegia        | 1:52,08  | Q     |
| 2    | Mike Rawson              | Wielka Brytania | 1:52,20  | Q     |
| 3    | Yoshitaka Muroya         | Japonia         | 1:52,42  | Q     |
| 4    | Gérard Rasquin           | Luksemburg      | 1:52,88  |       |
| 5    | Dimitrios Konstantinidis | Grecja          | 1:53,03  |       |
| 6    | Frank Rivera             | Portoryko       | 1:56,58  |       |
| 7    | Mamo Wolde               | Etiopia         | 1:58,0   |       |
| –    | Murray Cockburn          | Kanada          | DNS      |       |
| –    | Olavi Salsola            | Finlandia       | DNS      |       |
| –    | Dan Waern                | Szwecja         | DNS      |       |

#### Bieg 2
| Poz. | Zawodnik                  | Narodowość         | Rezultat | Uwagi |
| ---- | ------------------------- | ------------------ | -------- | ----- |
| 1    | Tom Courtney              | Stany Zjednoczone  | 1:52,83  | Q     |
| 2    | Michael Farrell           | Wielka Brytania    | 1:52,86  | Q     |
| 3    | Ewangelos Depastas        | Grecja             | 1:53,23  | Q     |
| 4    | Don MacMillan             | Australia          | 1:53,50  |       |
| 5    | Shigeharu Suzuki          | Japonia            | 1:54,29  |       |
| 6    | Paul Schmidt              | Niemcy             | 1:55,71  |       |
| 7    | Manikavagasam Harichandra | Federacja Malajska | 1:56,27  |       |
| 8    | Doug Clement              | Kanada             | 1:56,92  |       |
| 9    | Phoi Jaiswang             | Tajlandia          | ?        |       |
| –    | István Rózsavölgyi        | Węgry              | DNS      |       |

#### Bieg 3
| Poz. | Zawodnik           | Narodowość         | Rezultat | Uwagi |
| ---- | ------------------ | ------------------ | -------- | ----- |
| 1    | Jim Bailey         | Australia          | 1:51,13  | Q     |
| 2    | Arnie Sowell       | Stany Zjednoczone  | 1:51,27  | Q     |
| 3    | Émile Leva         | Belgia             | 1:52,03  | Q     |
| 4    | Sohan Singh        | Indie              | 1:52,57  |       |
| 5    | Eduardo Fontecilla | Chile              | 1:52,94  |       |
| 6    | Günter Dohrow      | Niemcy             | 1:53,90  |       |
| 7    | Kiptalam Keter     | Kolonia Kenii      | 1:56,13  |       |
| 8    | Ajanew Bayene      | Etiopia            | ?        |       |
| 9    | Kenneth Perera     | Federacja Malajska | ?        |       |

#### Bieg 4
| Poz. | Zawodnik            | Narodowość        | Rezultat | Uwagi |
| ---- | ------------------- | ----------------- | -------- | ----- |
| 1    | Gunnar Nielsen      | Dania             | 1:51,27  | Q     |
| 2    | Lonnie Spurrier     | Stany Zjednoczone | 1:51,52  | Q     |
| 3    | Bill Butchart       | Australia         | 1:51,67  | Q     |
| 4    | Gianfranco Baraldi  | Włochy            | 1:51,90  |       |
| 5    | Abdullah Khan       | Pakistan          | 1:52,71  |       |
| 6    | Sim Sang-ok         | Korea Południowa  | 1:55,56  |       |
| 7    | George Johnson      | Liberia           | ?        |       |
| –    | Ron Delany          | Irlandia          | DNS      |       |
| –    | Stanislav Jungwirth | Czechosłowacja    | DNS      |       |

#### Bieg 5
| Poz. | Zawodnik           | Narodowość      | Rezultat | Uwagi |
| ---- | ------------------ | --------------- | -------- | ----- |
| 1    | Derek Johnson      | Wielka Brytania | 1:50,93  | Q     |
| 2    | René Djian         | Francja         | 1:51,15  | Q     |
| 3    | Lajos Szentgáli    | Węgry           | 1:51,89  | Q     |
| 4    | Ramón Sandoval     | Chile           | 1:52,12  |       |
| 5    | Klaus Richtzenhain | Niemcy          | 1:53,47  |       |
| 6    | Mahmoud Jan        | Pakistan        | 1:59,5   |       |
| –    | Josy Barthel       | Luksemburg      | DNS      |       |
| –    | George Kerr        | Jamajka         | DNS      |       |
| –    | Joseph Narmah      | Liberia         | DNS      |       |

### Półfinały
Rozegrano dwa biegi półfinałowe. Do finału awansowało po czterech najlepszych zawodników z każdego biegu.

#### Bieg 1
| Poz. | Zawodnik         | Narodowość        | Rezultat | Uwagi |
| ---- | ---------------- | ----------------- | -------- | ----- |
| 1    | Tom Courtney     | Stany Zjednoczone | 1:53,62  | Q     |
| 2    | Lonnie Spurrier  | Stany Zjednoczone | 1:53,71  | Q     |
| 3    | Michael Farrell  | Wielka Brytania   | 1:53,78  | Q     |
| 4    | Bill Butchart    | Australia         | 1:53,81  | Q     |
| 5    | Lajos Szentgáli  | Węgry             | 1:53,94  |       |
| 6    | Yoshitaka Muroya | Japonia           | 1:54,68  |       |
| –    | Gunnar Nielsen   | Dania             | DNS      |       |

#### Bieg 2
| Poz. | Zawodnik           | Narodowość        | Rezultat | Uwagi |
| ---- | ------------------ | ----------------- | -------- | ----- |
| 1    | Arnie Sowell       | Stany Zjednoczone | 1:50,08  | Q     |
| 2    | Audun Boysen       | Norwegia          | 1:50,20  | Q     |
| 3    | Derek Johnson      | Wielka Brytania   | 1:50,23  | Q     |
| 4    | Émile Leva         | Belgia            | 1:50,44  | Q     |
| 5    | Mike Rawson        | Wielka Brytania   | 1:50,45  |       |
| 6    | René Djian         | Francja           | 1:50,47  |       |
| 7    | Jim Bailey         | Australia         | 1:51,40  |       |
| 8    | Ewangelos Depastas | Grecja            | 1:52,19  |       |

### Finał
| Poz. | Zawodnik        | Narodowość        | Rezultat | Uwagi |
| ---- | --------------- | ----------------- | -------- | ----- |
| 1    | Tom Courtney    | Stany Zjednoczone | 1:47,75  | [ 1 ] |
| 2    | Derek Johnson   | Wielka Brytania   | 1:47,88  |       |
| 3    | Audun Boysen    | Norwegia          | 1:48,25  |       |
| 4    | Arnie Sowell    | Stany Zjednoczone | 1:48,41  |       |
| 5    | Michael Farrell | Wielka Brytania   | 1:49,29  |       |
| 6    | Lonnie Spurrier | Stany Zjednoczone | 1:49,38  |       |
| 7    | Émile Leva      | Belgia            | 1:51,75  |       |
| 8    | Bill Butchart   | Australia         | 1:52,0   |       |